# Zuckerhut
Zuckerhut är ett berg i Antarktis. Det ligger i Östantarktis. Norge gör anspråk på området. Toppen på Zuckerhut är 2 525 meter över havet, eller 564 meter över den omgivande terrängen. Bredden vid basen är 2,7 km. Zuckerhut ingår i Otto-von-Gruber-Gebirge.
Terrängen runt Zuckerhut är varierad. Trakten är obefolkad. Det finns inga samhällen i närheten. 